# Hovoranský hájek
Hovoranský hájek este o arie protejată (arie specială de conservare — SAC, sit de importanță comunitară — SCI) din Republica Cehă întinsă pe o suprafață de 82,56 ha, integral pe uscat.

## Localizare
Centrul sitului Hovoranský hájek este situat la coordonatele 48°56′15″N 17°01′37″E / 48.9375°N 17.026944°E.

## Înființare
Situl Hovoranský hájek a fost declarat sit de importanță comunitară în aprilie 2005 pentru a proteja 1 specie de animale. Situl a fost protejat și ca arie specială de conservare în martie 2017.

## Biodiversitate
Situată în ecoregiunea panonică, aria protejată nu include niciun habitat protejat.
La baza desemnării sitului se află o specie protejată de  nevertebrate: rădașcă (Lucanus cervus).